# ASC Dukla Praha/Saison 2012
Dieser Artikel listet Erfolge und Fahrer des Radsportteams ASC Dukla Praha in der Saison 2012 auf.

## Erfolge in der UCI Asia Tour
In der Saison 2012 wurden folgende Erfolge in der UCI Asia Tour erzielt.
| Datum          | Rennen                           | Kat. | Sieger          |
| -------------- | -------------------------------- | ---- | --------------- |
| 12. Mai        | 2. Etappe Azerbaïjan Tour        | 2.2  | Alois Kaňkovský |
| 13. Mai        | 3. Etappe Azerbaïjan Tour        | 2.2  | Alois Kaňkovský |
| 16. Mai        | 6. Etappe Azerbaïjan Tour        | 2.2  | Vojtěch Hačecký |
| 1. November    | 1. Etappe Tour of Taihu Lake     | 2.1  | Milan Kadlec    |
| 2. November    | 2. Etappe Tour of Taihu Lake     | 2.1  | Alois Kaňkovský |
| 8. November    | 8. Etappe Tour of Taihu Lake     | 2.1  | Alois Kaňkovský |
| 1.–8. November | Gesamtwertung Tour of Taihu Lake | 2.1  | Milan Kadlec    |
| 18. November   | 1. Etappe Tour of Fuzhou         | 2.2  | Alois Kaňkovský |
| 20. November   | 3. Etappe Tour of Fuzhou         | 2.2  | Milan Kadlec    |

## Erfolge in der UCI Europe Tour
In der Saison 2012 wurden folgende Erfolge in der UCI Europe Tour erzielt.
| Datum           | Rennen                                     | Kat. | Sieger         |
| --------------- | ------------------------------------------ | ---- | -------------- |
| 24. Juni        | Tschechische Meisterschaft – Straßenrennen | CN   | Milan Kadlec   |
| 18. August      | Grand Prix Královéhradeckého Kraje         | 1.2  | Martin Hačecký |
| 7. September    | 1. Etappe Okolo Jižních Čech               | 2.2  | Jiří Hochmann  |
| 6.–9. September | Gesamtwertung Okolo Jižních Čech           | 2.2  | Jiří Hochmann  |

## Zugänge – Abgänge
| Zugänge        | Team 2011 | Abgänge          | Team 2012 |
| -------------- | --------- | ---------------- | --------- |
| Jan Kraus      | Neoprofi  | Martin Cetkovský | Unbekannt |
| Denis Rugovac  | Neoprofi  | Petr Vakoč       | Unbekannt |
| Ondřej Rybin   | Neoprofi  |                  |           |
| František Sisr | Neoprofi  |                  |           |

## Mannschaft
| Name             | Geburtstag         | Nationalität |
| ---------------- | ------------------ | ------------ |
| Jiří Bareš       | 10. Mai 1989       | Tschechien   |
| Martin Bláha     | 12. September 1977 | Tschechien   |
| Jan Dostál       | 11. Februar 1988   | Tschechien   |
| Roman Fürst      | 5. Mai 1991        | Tschechien   |
| Martin Hačecký   | 24. Juli 1988      | Tschechien   |
| Vojtech Hačecký  | 29. März 1987      | Tschechien   |
| Jiří Hochmann    | 10. Januar 1986    | Tschechien   |
| Milan Kadlec     | 13. Oktober 1974   | Tschechien   |
| Jan Kadúch       | 6. Juni 1992       | Tschechien   |
| Alois Kaňkovský  | 19. Juli 1983      | Tschechien   |
| Jan Kraus        | 23. Januar 1993    | Tschechien   |
| Marek Mixa       | 7. Juni 1985       | Tschechien   |
| Denis Rugovac    | 3. April 1993      | Tschechien   |
| Ondřej Rybin     | 12. Mai 1993       | Tschechien   |
| František Sisr   | 17. März 1993      | Tschechien   |
| Ondřej Vendolský | 12. Juli 1991      | Tschechien   |